# ميري (إزار)
ميري هي بلدية في إزار في جنوب شرق فرنسا.